# Kristel Verbeke

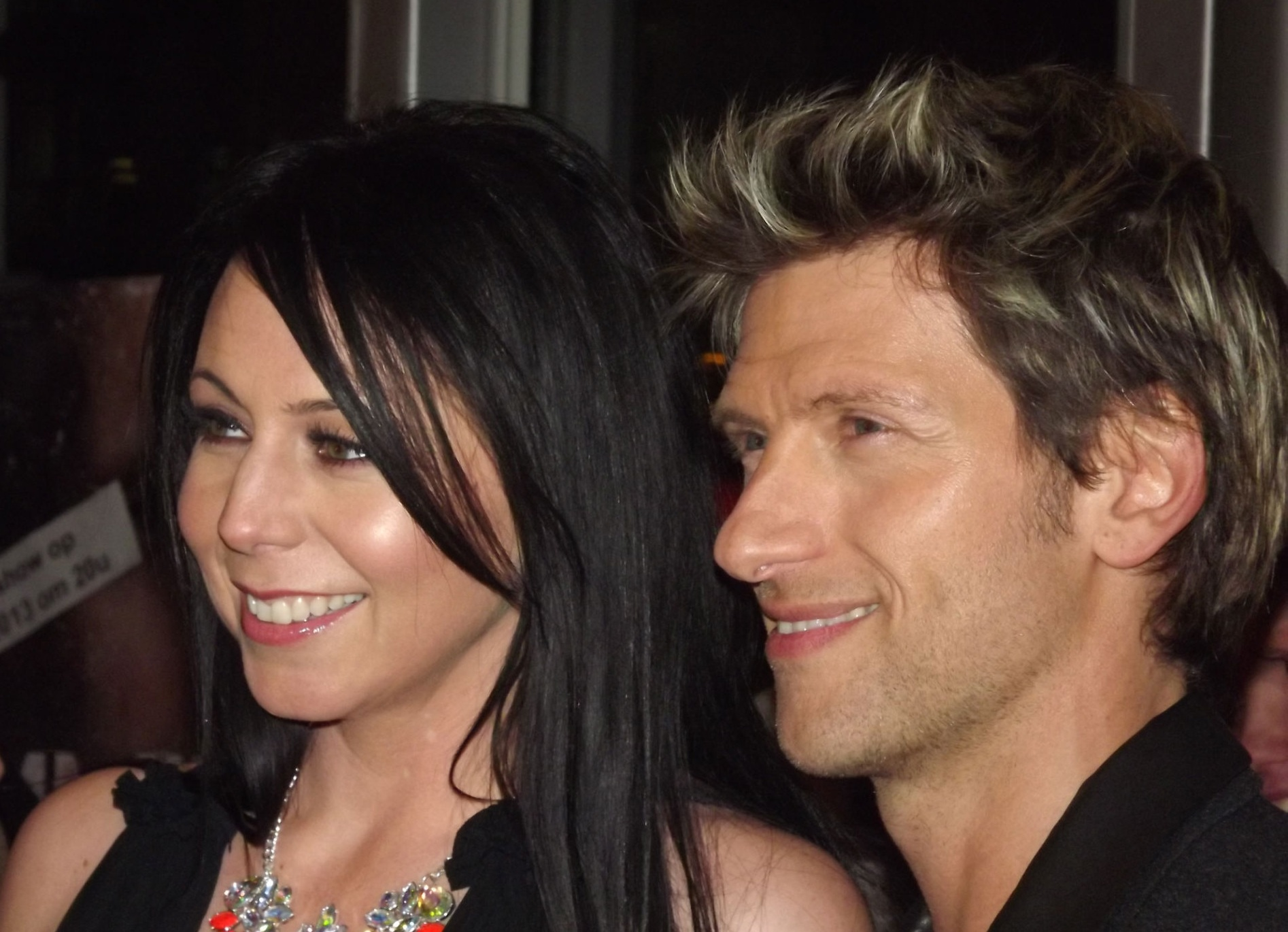
Kristel Verbeke samen met haar echtgenoot Gene Thomas tijdens de uitreiking van de anne awards 2012

Kristel Philemon Charlotte Verbeke (Hamme, 10 december 1975) is een Vlaamse zangeres, (musical)actrice en presentatrice.
Ze was van 1998 tot 2015 vooral bekend als lid van de eerste en tweede bezetting van de meidengroep K3.
Hierna was ze van november 2015 tot juni 2017 manager van de meidengroep.

## Biografie
Toen Verbeke 13 jaar was, scheidden haar ouders . Ze woonde bij haar vader, maar ze hield contact met haar moeder. Toen ze 14 jaar was kwam haar oudere halfzus Isabelle op 21-jarige leeftijd om het leven in een auto-ongeval. Drie jaar later kwam haar jongere zus Véronique op 11-jarige leeftijd thuis om het leven na een koolmonoxidevergiftiging. Haar vader overleed in het begin van de K3-tijd aan longkanker. Na het secundair onderwijs volgde ze een opleiding tot regent Nederlands, geschiedenis en economie.

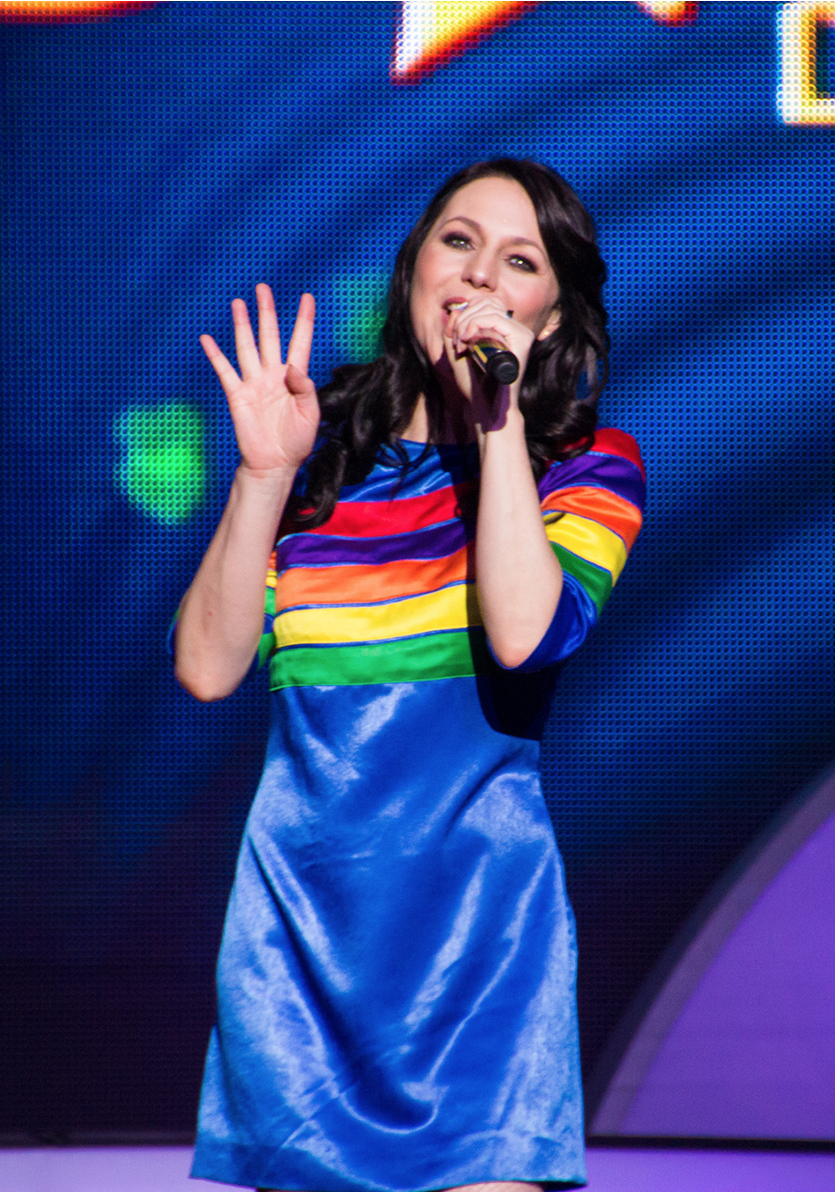
Kristel in 2016 tijdens de K3 Afscheidstour.

Voordat ze in 1998 de andere twee K3-zangeressen Karen Damen en Kathleen Aerts ontmoette, werkte ze als bankbediende in Laarne en trad ze op in een hommage aan Ann Christy samen met Robert Mosuse, Andrea Croonenberghs en Pascale Michiels. Ook zong ze in het achtergrondkoortje van Niels William, die later de ontdekker en allereerste manager werd van K3. Op 27- 29 mei 2011 was Verbeke, met K3, te gast bij De Toppers in de Amsterdam ArenA.
Op 18 maart 2015 kondigde de tweede bezetting van K3 tijdens een persconferentie aan dat ze gingen stoppen. In november 2015 werden Klaasje Meijer, Hanne Verbruggen en Marthe De Pillecyn aangewezen als hun opvolgers. Ook werd dezelfde maand bekendgemaakt dat Kristel Verbeke de manager van de nieuwe K3 zou worden. Op 13 juni 2017 werd echter bekendgemaakt dat ze stopte als manager van K3, om meer tijd te maken voor haar gezin en zich te concentreren op andere projecten.
Ze engageerde zich vervolgens om armoede bespreekbaar te maken, onder meer via haar televisieprogramma Zorgen voor mama waarin ze meerdere seizoenen moeders en hun gezin in armoede volgt en met professionals mogelijke oplossingen aanreikt — ze is betrokken bij het Kinderarmoedefonds. Voor dit engagement werd zij op 11 juli 2023 gelauwerd met een Ereteken van de Vlaamse Gemeenschap. In het najaar van 2023 presenteert ze met Kamal Kharmach het programma Geld gezocht op VRT 1. Ze geven tips aan gezinnen met budgetproblemen.

## Privé
Tijdens een opname voor een programma in Venezuela leerde Verbeke X-Session-lid Gene Thomas kennen. Ze kregen een relatie en op 7 juni 2003 trouwden ze in Venetië. Ze hebben twee dochters.

## Televisie
- Samson & Gert (2000, 2002) - als Kristel van K3, gastrol
- De Wereld van K3 (2003-2015) - als Kristel van K3, de presentatrice
- F.C. De Kampioenen (2005) - als Kristel van K3
- Star Academy (2005) - als gastjurylid
- Op zoek naar Pinokkio Kids (2008) - als presentatrice
- K2 zoekt K3 (2009) - als zichzelf
- Hallo K3! (2010-2012) - als zichzelf, hoofdrol
- K3 Kan Het! (2014-2015) - als zichzelf, presentatrice
- Ghost Rockers (2014-2016) - als Elvira De Neve, danslerares
- K3 zoekt K3 (2015) - als zichzelf, jurylid
- Generatie K (2016-heden) - presentatrice
- Steracteur Sterartiest (2017) - jurylid
- Kinderkopkes (2018) -  presentatrice
- Zorgen voor Mama (2021,2022, 2023) - presentatrice
- Geld gezocht (2023) - presentatrice, samen met Kamal Kharmach

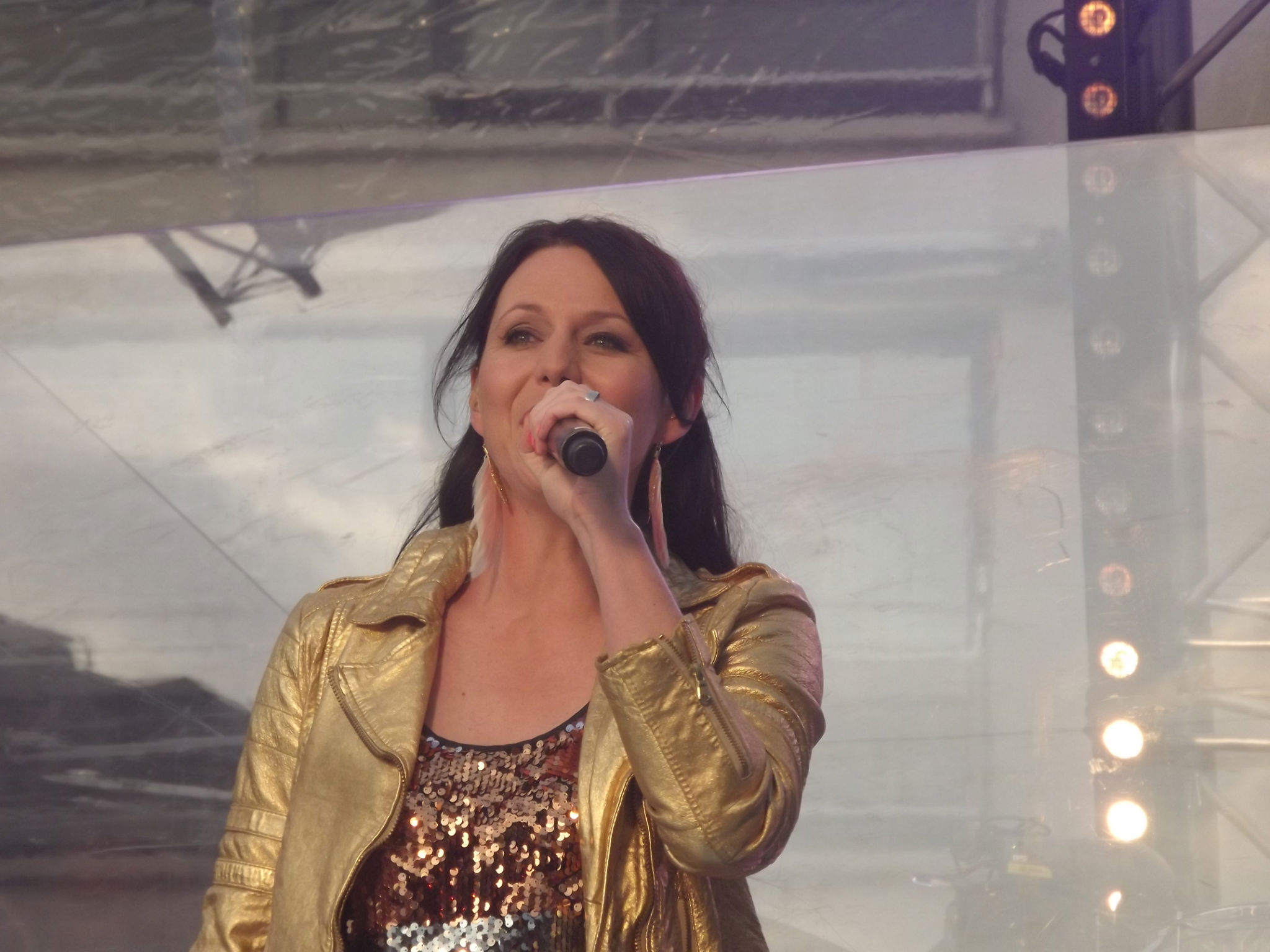
Kristel Verbeke tijdens de opnames van Vlaanderen Muziekland in Blankenberge in 2012

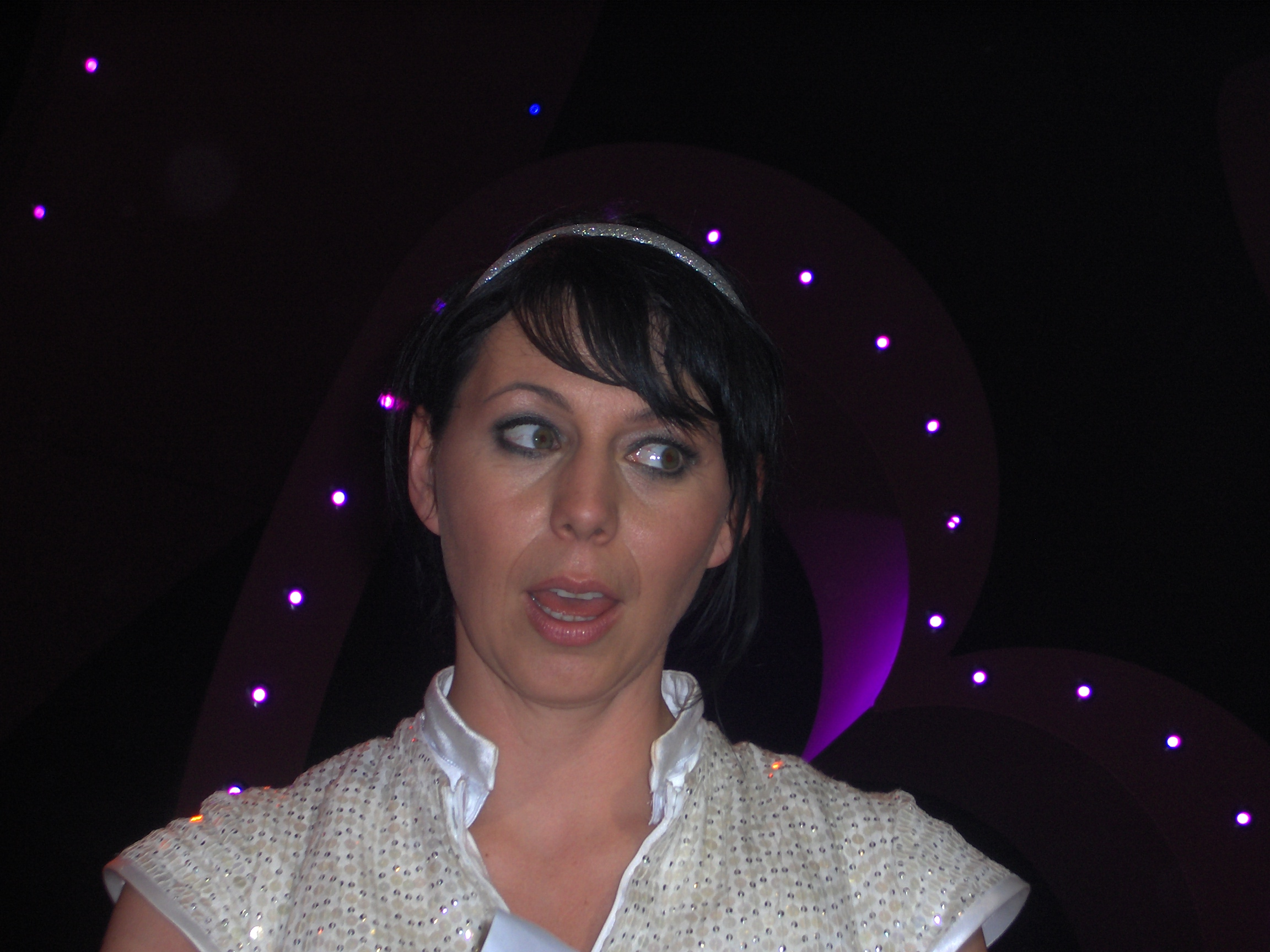
Kristel Verbeke

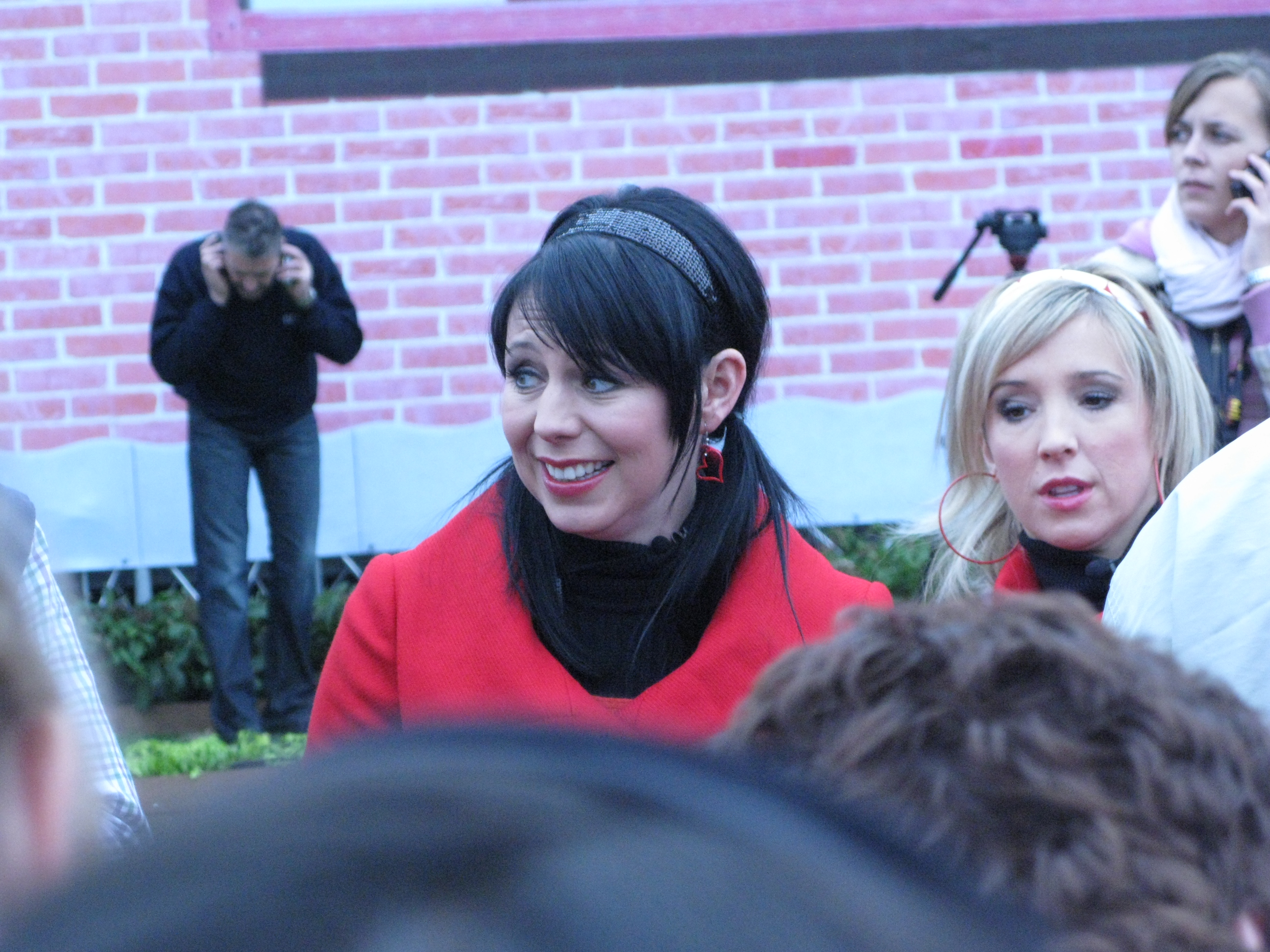
Kristel Verbeke en ex-lid van K3 Kathleen Aerts

## Films
Bioscoopfilms
- K3 en het magische medaillon (2004) - als Kristel van K3, hoofdrol
- K3 en het ijsprinsesje (2006) - als Kristel van K3
- K3 en de kattenprins (2007) - als Kristel van K3
- Piet Piraat en het vliegende schip (2006) - zwarte vleesetende plant
- Wickie de Viking - Lee Fu (Vlaamse nasyncronisatie)
- K3 Bengeltjes (2012) - als Kristel van K3
- K3 Dierenhotel (2014) - als Kristel van K3
- Hoe tem je een draak 2 -  Valka (Vlaamse nasyncronisatie))
- Phantom Boy (2015) -   moeder (Nederlandse nasynchronisatie)
- De Lego Ninjago Film (2017) -  Koko (Vlaamse nasyncronisatie)
- Waar is het grote boek van Sinterklaas? (2019) - Julie Blik (Vlaamse nasyncronisatie)

K3-specials
- K3 in de Ardennen (2003)
- K3 in de sneeuw (2006)
- K3 en het wensspel (2010)
- K3 en het droombed (2011)
- K3 modemeiden (2013)
- K3 in Nederland (2014)

## Theater
| Jaar       | Productie            | Rol                 | Producent              |
| ---------- | -------------------- | ------------------- | ---------------------- |
| 2002-2003  | Doornroosje          | Goede fee Kristella | Studio 100             |
| 2003, 2007 | De 3 Biggetjes       | Knirri              | Studio 100             |
| 2008       | Pinokkio             | Nina Ballerina      | Studio 100             |
| 2011       | Alice in Wonderland  | Kristel             | Studio 100             |
| 2019       | Kerstmis den boom in | Charlotte           | Sven de Ridder Company |
| 2022       | Proper Lakens        | Rachel              | Sven de Ridder Company |
| 2024       | Hoog in de Lucht     | Nadia               | Sven de Ridder Company |

## Wetenswaardigheden
- Voor haar K3-tijd was het haar van Verbeke lichtbruin. Na de bekendmaking dat K3 zou stoppen, stopte Verbeke ook met haar haar zwart te verven, wat zichtbaar was in K3 zoekt K3.
- In 2009 nam Verbeke samen met Thomas en hun oudste dochter het lied Kom op tegen kanker op.
- Verbeke was vijf jaar lang vegetariër.[4]